# Osella FA1
Der Osella FA1 (alternativ Osella FA1A oder Osella FA1/A) war ein Formel-1-Rennwagen, den der Turiner Konstrukteur Osella Ende 1979 baute und 1980 mit einem Werksteam in der Weltmeisterschaft einsetzte.

## Hintergrund
Der FA1 war Osellas erster Formel-1-Rennwagen. Das auf den Konstrukteur Abarth zurückgehende Unternehmen Osella Corse hatte in den 1970er-Jahren in erster Linie Rennsportwagen für Berg- und Sportwagenrennen entwickelt und gebaut. In der Formel-2-Europameisterschaft 1979 trat es mit dem eigenen Chassis FA2/79 erfolgreich an; der Werkspilot Eddie Cheever gewann drei Rennen gewonnen und belegte am Ende Rang vier der Europameisterschaft. Auf der Suche nach Sponsoren für die folgende Formel-2-Saison wandte sich Teamchef Enzo Osella an die italienische Tochter des Unilever-Konzerns, die wegen der geringen Medienabdeckung kein Interesse an der Formel 2 hatte, Osella aber im September 1979 die Unterstützung für den Fall anbot, dass das Team in die Formel 1 aufsteige. Osella ging darauf ein und baute in drei Monaten die Grundlage für einen Einsatz in der Formel-1-Weltmeisterschaft 1980 auf, deren erstes Rennen bereits am 13. Januar 1980 stattfand. Die Anfänge des Teams waren deshalb großteils improvisiert.
Osella ersetzte den FA1 im Herbst 1980 durch den weitgehend neu konstruierten FA1B, der leichter war und eine verbesserte Aerodynamik aufwies.

## Konstruktion
Verantwortliche Konstrukteure des FA1 waren Giorgio Stirano und Sergio Beccio, die bereits das im Vorjahr erfolgreiche Formel-2-Chassis FA2/79 entworfen hatten. Wegen des knappen Zeitfensters, das bis zum Saisonstart 1980 verblieb, war der FA1 eine nur oberflächlich modifizierte Version des FA2.
Das Monocoque des FA1 war aus Aluminium gefertigt und folgte der Form eines Rohrrahmens. Es war als Flügelauto ausgelegt, d. h. die Seitenkästen waren geeignet, einen Bodeneffekt zu erzielen. Da das Monocoque, das dem des FA2/79 entsprach, sehr breit war, war die Saugwirkung tatsächlich allerdings stark begrenzt. Die Aufhängung hatte obere Querlenker, untere Dreiecksquerlenker und innenliegende Federbeine. Der Motor kam von Cosworth und das Getriebe von Hewland. Osella übernahm einige Motoren des kurz zuvor gescheiterten Projekts Riviera F1. Der Wagen war sehr schwer und lag zu Saisonbeginn mit etwa 650 kg etwa 75 kg über dem Gewichtslimit. Vor den europäischen Rennen konnte das Übergewicht auf 45 kg reduziert werden.
Osella konstruierte zwei Chassis vom Typ FA1. Bei allen Weltmeisterschaftsläufen kam das erste Chassis FA1/1 zum Einsatz; der FA1/2 wurde lediglich beim Großen Preis von Spanien gemeldet, dem nachträglich der Weltmeisterschaftsstatus aberkannt wurde.

## Lackierung
Der FA1 war weiß und dunkelblau lackiert. Sponsoren war die Aftershave-Marke „Denim“ (Unilever) sowie die vom italienischen Staatskonzern AAMS verwaltete Zigarettenmarke MS.

## Renneinsätze
Osella bestritt die Formel-1-Saison 1979 mit Eddie Cheever. Er war der einzige Pilot des FA1. Cheever scheiterte mit dem FA1 viermal im Qualifikationstraining. Die erste Qualifikation erreichte er im dritten Saisonrennen in Südafrika, wo er in der neunten Runde nach einem Bremsdefekt ausschied. Auch in den folgenden Rennen gab es regelmäßig technisch bedingte Ausfälle. Insgesamt kam Cheever mit dem FA1 bei keinem Rennen ins Ziel.

## Rennergebnisse
Osella FA1
| Saison | Fahrer        | Nummer | 1   | 2   | 3   | 4   | 5   | 6   | 7   | 8   | 9   | 10  | 11  | 12 | 13 | 14 | Punkte | Rang |
| ------ | ------------- | ------ | --- | --- | --- | --- | --- | --- | --- | --- | --- | --- | --- | -- | -- | -- | ------ | ---- |
| 1980   |               |        |     |     |     |     |     |     |     |     |     |     |     |    |    |    | –      | –    |
| 1980   | Eddie Cheever | 31     | DNQ | DNQ | DNF | DNF | DNQ | DNQ | DNF | DNF | DNF | DNF | DNF |    |    |    | –      | –    |

| Legende  | Legende            | Legende                                                          |
| Farbe    | Abkürzung          | Bedeutung                                                        |
| -------- | ------------------ | ---------------------------------------------------------------- |
| Gold     | –                  | Sieg                                                             |
| Silber   | –                  | 2. Platz                                                         |
| Bronze   | –                  | 3. Platz                                                         |
| Grün     | –                  | Platzierung in den Punkten                                       |
| Blau     | –                  | Klassifiziert außerhalb der Punkteränge                          |
| Violett  | DNF                | Rennen nicht beendet (did not finish)                            |
| Violett  | NC                 | nicht klassifiziert (not classified)                             |
| Rot      | DNQ                | nicht qualifiziert (did not qualify)                             |
| Rot      | DNPQ               | in Vorqualifikation gescheitert (did not pre-qualify)            |
| Schwarz  | DSQ                | disqualifiziert (disqualified)                                   |
| Weiß     | DNS                | nicht am Start (did not start)                                   |
| Weiß     | WD                 | zurückgezogen (withdrawn)                                        |
| Hellblau | PO                 | nur am Training teilgenommen (practiced only)                    |
| Hellblau | TD                 | Freitags-Testfahrer (test driver)                                |
| ohne     | DNP                | nicht am Training teilgenommen (did not practice)                |
| ohne     | INJ                | verletzt oder krank (injured)                                    |
| ohne     | EX                 | ausgeschlossen (excluded)                                        |
| ohne     | DNA                | nicht erschienen (did not arrive)                                |
| ohne     | C                  | Rennen abgesagt (cancelled)                                      |
| ohne     | keine WM-Teilnahme |                                                                  |
| sonstige | P/fett             | Pole-Position                                                    |
| sonstige | 1/2/3/4/5/6/7/8    | Punktplatzierung im Sprint-/Qualifikationsrennen                 |
| sonstige | SR/kursiv          | Schnellste Rennrunde                                             |
| sonstige | *                  | nicht im Ziel, aufgrund der zurückgelegten Distanz aber gewertet |
| sonstige | ()                 | Streichresultate                                                 |
| sonstige | unterstrichen      | Führender in der Gesamtwertung                                   |